# Kleineutersdorf
Kleineutersdorf là một đô thị thuộc huyện Saale-Holzland, trong bang Thüringen, Đức. Đô thị Kleineutersdorf có diện tích 5,61 km².